# Рік Африки
Рік Африки — рік 1960 був названий так, адже став переломним для всього Африканського континенту: незалежність отримало 17 колоній. Серед них Камерун, Сенегал, Того, Мадагаскар, Демократична Республіка Конго, Сомалі, Бенін, Нігер, Буркіна-Фасо, Чад, Габон, Кот-д'Івуар, Центральноафриканська Республіка, Республіка Конго, Малі, Нігерія та Мавританія. В 40-х — 60-х роках ХХ століття ідейно-політичний рух під назвою панафриканізм почав набирати шалених обертів: всі африканські народи виступали проти расової дискримінації. В таких умовах зберегти колоніальний світопорядок було неможливо. 1960 рік став кульмінацією боротьби за незалежність африканських націй, він привів до незворотніх глобальних політичних змін не тільки в Африці, але й у всьому світі.
Передумовами до подій 1960 року було проголошення незалежності рядом країн Азії (Лаосом, Камбоджою, Індією, Пакистаном, Шрі-Ланкою, Ізраїлем тощо) і поширення панафриканських та негритюдних настроїв серед африканських народів.

## Хронологія
| Країна                           | Дата проголошення незалежності | Метрополія              | Події |
| -------------------------------- | ------------------------------ | ----------------------- | --- |
| Камерун                          | 1 I 1960 1 X 1960              | Франція Велика Британія | • 2 половина XIX ст. — німецька колонія • 1922 — територія підмандатна Лізі Націй • 1946 — підопічна територія ООН під управлінням Франції і Великої Британії                                                                                      |
| Сенегал                          | 4 IV 1960                      | Франція                 | • 2 половина XIX ст. — французька колонія • від 1904 в складі Французької Західної Африки • 1958 — автономна республіка в рамках Французької співдружності • 1959-60 — автономна республіка в складі Федерації Малі                                |
| Того                             | 27 IV 1960                     | Франція                 | • від кінця XIX ст. — під німецьким протекторатом 1922 — територія підмандатна Лізі Націй • 1946 — підопічна територія ООН під адміністративним управлінням Франції і Великої Британії                                                             |
| Мадагаскар                       | 26 VI 1960                     | Франція                 | • 1885 — французький протекторат • 1896 — французька колонія 1942-43 — територія під британською окупацією • 1946 — заморська територія Франції • 1958 — автономна республіка в рамках Французької співдружності                                   |
| Демократична Республіка Конго    | 30 VI 1960                     | Бельгія                 | • з 1885 — Вільна держава Конго • 1908 — колонія Бельгійське Конго 1971 — зміна назви на Заїр • від 17 VI 1997 повернена колишня назва |
| Сомалі                           | 1 VII 1960                     | Італія Велика Британія  | • від 1884 поділена на дві частини (Британський Сомаліленд і Італійське Сомалі), від 1904 під назвою Італійське Сомалі • від 1936 року в складі Італійської Східної Африки • 1941 — під британським протекторатом • 1950 — територія підопічна ООН |
| Бенін                            | 1 VIII 1960                    | Франція                 | • в 2 половині XIX ст. відбувся стрімкий ріст домінування Франції в регіоні • від 1898 в складі Французької Західної Африки • 1958 — автономна республіка в складі Французької співдружності                                                       |
| Нігер                            | 3 VIII 1960                    | Франція                 | • від 1911 в складі Французької Західної Африки • 1922 — окрема колонія Нігер • 1958 — автономна республіка в складі Французької співдружності |
| Буркіна-Фасо                     | 5 VIII 1960                    | Франція                 | • 1896 — французький протекторат • від 1904 в складі Французької Західної Африки • 1919 — в складі Верхньої Вольти • 1958 — автономна республіка в складі Французької співдружності                                                                |
| Кот-д'Івуар                      | 7 VIII 1960                    | Франція                 | • 1893 — французька колонія • від 1904 в складі Французької Західної Африки • 1946 — заморська територія Франції • 1958 — автономна республіка в складі Французької співдружності                                                                  |
| Чад                              | 11 VIII 1960                   | Франція                 | • 1900 — французька колонія • від 1910 в складі Французької Екваторіальної Африки • 1958 — автономна республіка в рамках Французької співдружності                                                                                                 |
| Центральноафриканська республіка | 13 VIII 1960                   | Франція                 | • 1894 — колонія Убангі-Шарі • від 1910 в складі Французької Екваторіальної Африки • 1946 — заморська територія Франції • 1958 — автономна республіка в рамках Французької співдружності                                                           |
| Республіка Конго                 | 15 VIII 1960                   | Франція                 | • 1891—1910 — колонія Французьке Конго • від 1910 в складі Французької Екваторіальної Африки • 1946 — заморська територія Франції • 1958 — автономна республіка в рамках Французької співдружності                                                 |
| Габон                            | 17 VIII 1960                   | Франція                 | • 1886 — французька колонія • від 1910 в складі Французької Екваторіальної Африки • 1958 — автономна республіка в рамках Французької співдружності                                                                                                 |
| Малі                             | 22 IX 1960                     | Франція                 | • 1890 — адміністративна одиниця Західний Судан • 1904 — інтеграція в Французьку Західну Африку • 1920 — французька колонія • 1959-60 — зв'язок з Сенегалом в рамках Федерації Малі                                                                |
| Нігерія                          | 1 X 1960                       | Велика Британія         | • 1914 — формальний статус британської колонії • 1954 — зв'язок з Південним Камеруном в рамках Федерації Нігерія |
| Мавританія                       | 28 XI 1960                     | Франція                 | • 1903 — протекторат Франції • 1920-58 — колонія в складі Французької Західної Африки • 1958 — автономна республіка в рамках Французької співдружності                                                                                             |

## Наслідки

На карті світу з'явилися 17 нових африканських держав. Більшість з них — французькі колонії і підопічні території ООН, що знаходилися під управлінням Франції: Камерун, Того, Малагасійська Республіка, Конго (колишнє Французьке Конго), Дагомея, Верхня Вольта, Берег Слонової Кістки, Чад, Центральноафриканська Республіка, Габон, Мавританія, Нігер, Сенегал, Малі. Незалежними були проголошені найбільша країна Африки за чисельністю населення — Нігерія, яка належала Великій Британії, і найбільша за територією — Бельгійське Конго. Британське Сомалі і підопічні Сомалі, що знаходилося під управлінням Італії, були об'єднані і стали Демократичною Республікою Сомалі.
1960-й змінив докорінно всю обстановку на Африканському континенті. Демонтаж інших колоніальних режимів став уже невідворотний. Суверенними державами були проголошені: в 1961 р. британські володіння Сьєрра-Леоне і Танганьїка; в 1962 — Уганда, Бурунді і Руанда; в 1963 — Кенія і Занзібар; в 1964 — Північна Родезія, що назвала себе Республікою Замбія (за назвою річки Замбезі), і Ньясаленд (Малаві). У тому ж році Танганьїка і Занзібар об'єдналися, створивши Республіку Танзанія. У 1965 р. — Гамбія; в 1966 р. Бечуаналенд став Республікою Ботсвана і Басутоленд — Королівством Лесото. У 1968 р. — Маврикій, Екваторіальна Гвінея і Свазіленд; в 1973 — Гвінея-Бісау. У 1975 р., після революції в Португалії, здобули незалежність її володіння: Ангола, Мозамбік, Острови Зеленого мису, Коморські острови, Сан-Томе і Принсіпі; в 1977 -Сейшельські Острови, а Французьке Сомалі стало Республікою Джибуті. У 1980 р. Південна Родезія — Республікою Зімбабве, в 1990 р. підопічна територія Південно-Західна Африка — Республікою Намібія.
Варто відзначити, що країни які отримали незалежність обрали для себе різні шляхи розвитку. Такі країни як Кенія, Марокко, Туніс та ін. обрали цінності ринкового плюралізму, зміцнення зв'язків із західними країнами. Для цих держав характерним було заохочення приватного підприємництва, зміцнення конституційних основ та становлення власного суверенітету.
Ангола, Алжир, Гвінея-Бісау, Ефіопія, Мозамбік, Народно-Демократична Республіка Ємен, зазнаючи постійного впливу СРСР, обрали соціалістичний напрямок. Для цієї групи характерна наявність державного сектора, централізоване регулювання економіки, насильницьке кооперування, створення авторитарних політичних структур із суттєвим обмеженням громадянських свобод, орієнтація на східний блок.